# Juan Velasco Damas
Juan Velasco Damas (Dos Hermanas, 17 maggio 1977) è un allenatore di calcio ed ex calciatore spagnolo, di ruolo difensore.

## Carriera

### Club
Dopo aver iniziato la carriera nella piccola squadra del Coria, ha giocato nel Sevilla Atlético, squadra filiale del Siviglia FC. Verso la metà della stagione 1996/97 è stato convocato per la prima volta nella squadra maggiore. Debutta così in Primera División il 5 marzo 1997, nella gara con il Rayo Vallecano persa dagli andalusi 2-0.
Nel 1999 firma per il Celta Vigo. Rimane nella squadra galiziana per cinque anni, disputando 135 partite nella Primera División e segnando un gol. Nel 2004 viene ceduto all'Atlético Madrid, giocandovi per due stagioni. Nel 2006 è andato all'Espanyol, con cui è rimasto fino alla fine del 2007. In totale ha giocato 169 partite in Primera División.
Nel febbraio 2008 viene ingaggiato dal Norwich City, mentre al termine della stagione si è trasferito in Grecia, al Panthrakikos, club neopromosso in prima divisione. Ha concluso la sua carriera con il Larissa, altra squadra greca.

### Nazionale
Velasco ha vestito la maglia della nazionale spagnola in cinque occasioni. Il suo debutto è avvenuto il 26 gennaio 2000, nel match vinto 3-0 dalla Spagna sulla Polonia; nello stesso anno è stato convocato per il campionato d'Europa 2000, ma non è mai sceso in campo.

## Statistiche

### Cronologia presenze e reti in nazionale
| Cronologia completa delle presenze e delle reti in nazionale ― Spagna | Cronologia completa delle presenze e delle reti in nazionale ― Spagna | Cronologia completa delle presenze e delle reti in nazionale ― Spagna | Cronologia completa delle presenze e delle reti in nazionale ― Spagna | Cronologia completa delle presenze e delle reti in nazionale ― Spagna | Cronologia completa delle presenze e delle reti in nazionale ― Spagna | Cronologia completa delle presenze e delle reti in nazionale ― Spagna | Cronologia completa delle presenze e delle reti in nazionale ― Spagna |
| Data                                                                  | Città                                                                 | In casa                                                               | Risultato                                                             | Ospiti                                                                | Competizione                                                          | Reti                                                                  | Note                                                                  |
| --------------------------------------------------------------------- | --------------------------------------------------------------------- | --------------------------------------------------------------------- | --------------------------------------------------------------------- | --------------------------------------------------------------------- | --------------------------------------------------------------------- | --------------------------------------------------------------------- | --------------------------------------------------------------------- |
| 26-1-2000                                                             | Cartagena                                                             | Spagna                                                                | 3 – 0                                                                 | Polonia                                                               | Amichevole                                                            | -                                                                     |                                                                       |
| 23-2-2000                                                             | Spalato                                                               | Croazia                                                               | 0 – 0                                                                 | Spagna                                                                | Amichevole                                                            | -                                                                     |                                                                       |
| 29-3-2000                                                             | Barcellona                                                            | Spagna                                                                | 2 – 0                                                                 | Italia                                                                | Amichevole                                                            | -                                                                     |                                                                       |
| 7-6-2000                                                              | Lussemburgo                                                           | Lussemburgo                                                           | 0 – 1                                                                 | Spagna                                                                | Amichevole                                                            | -                                                                     |                                                                       |
| 16-8-2000                                                             | Hannover                                                              | Germania                                                              | 4 – 1                                                                 | Spagna                                                                | Amichevole                                                            | -                                                                     | 46’                                                                   |
| Totale                                                                |                                                                       | Presenze                                                              | 5                                                                     |                                                                       | Reti                                                                  | 0                                                                     |                                                                       |

## Palmarès

### Club

#### Competizioni internazionali
- Coppa Intertoto UEFA: 1

Celta Vigo: 2000